# Eurocontrol

Logotipo de Eurocontrol.

Eurocontrol es el nombre abreviado de la «Organización Europea para la Seguridad de la Navegación Aérea» (en inglés, European Organisation for the Safety of Air Navigation). Esta organización se fundó en Bruselas (Bélgica) en diciembre de 1960, siendo sus promotores los seis países siguientes: Alemania, Bélgica, Francia, Luxemburgo, Países Bajos y Reino Unido.

Estados miembros

Se trata de una organización civil y militar de carácter paneuropeo, integrada por 41 Estados miembros y a los que se suman la Conferencia Europea de Aviación Civil (CEAC) y la propia Unión Europea, que se adherirá en 2002 a la misma para asistirla en la consecución de sus fines.
Su objetivo fundamental es la armonización e integración de los servicios de navegación aérea en Europa para lograr una mayor seguridad y eficiencia en las operaciones de tránsito aéreo.

## Hitos en su historia
En 1972, se inauguró el Centro de Control de Maastricht (Países Bajos). Por primera vez en la historia el control de tráfico aéreo de un país se realizaba desde un centro situado en otro país distinto, pues cubría el espacio aéreo superior de Bélgica, Luxemburgo y el norte de Alemania.
En 1977, entró en servicio el centro de Control de Karlsruhe (Alemania). Este centro se construyó teniendo el anterior como modelo; así, se logró que el intercambio de datos entre los dos centros fuera automático.
En los años 80, el aumento del tráfico aéreo impulsó el crecimiento de Eurocontrol y la cooperación entre sus miembros.
En octubre de 1988, se creó la unidad central de gestión de tráfico, CFMU (por sus iniciales en inglés, Central Flow Management Unit) para centralizar el control del tráfico aéreo en Europa y utilizar el máximo de la capacidad existente. 
Desde marzo de 1996, ocho años más tarde, CFMU es responsable de la gestión del tráfico aéreo en Europa. El principal objetivo es evitar la congestión y utilizar la capacidad de forma eficiente.
En abril de 1998, se implanta en Europa la navegación RNAV.
En enero de 2002, se introduce la separación vertical mínima reducida entre aeronaves.

## Organización
EUROCONTROL está clasificado como Organismo de Servicio Público Internacional. El funcionamiento diario lo lleva la Agencia que reporta al órgano decisorio, el Consejo, quien a su vez depende del órgano político, la Comisión permanente. El Consejo recibe también los informes de cuatro comités técnicos: el de coordinación entre el control civil y militar, el de seguridad del sistema, el de análisis comparativo del funcionamiento de cada proveedor de servicios y el de desarrollo de elementos comunes.
En 2010 tenía algo más de 3000 empleados y sus costes propios organizativos eran aproximadamente el 0,4% del coste total de las Ayudas a la Navegación Aérea de los Estados miembros. El presupuesto total de la Organización asciende a cerca de 700 millones de euros. El número total de vuelos en el espacio aéreo cubierto ascendió a 9,5 millones con un retraso medio de 2,27 minutos

## Prioridades estratégicas
- Liderar el diseño y la aplicación de la futura red de gestión del tráfico aéreo (ATM) en todo el continente europeo, en cooperación con partes interesadas de la aviación.

- Continuar con la gestión eficiente de las funciones pan-europeas como la función centralizada de los flujos de tráfico aéreo y de capacidad (ATFCM).

- Utilizar sus conocimientos especializados para apoyar las actividades de regulación ATM.
- Proporcionar control regional de los servicios de tráfico aéreo, cuando así se solicite por los Estados.

## Objetivos estratégicos

### Relativos a mejorar el sistema ATM europeo.
- Seguridad Operacional (Safety): mejorar el grado de seguridad de forma que el número de accidentes e incidentes ATM no aumenten y si es posible decrezcan en un escenario de crecimiento de tráfico aéreo.

- Capacidad: asegurar que en el 2013 la capacidad ATM en ruta se incremente en un 33-38% en relación con la del 2006.

- Eficiencia: reducir la extensión media de los vuelos hasta el 2013, en la cantidad de 2 km/vuelo cada año.

- Eficacia de costes: reducir las unidades tarifarias un 3 % cada año hasta el 2010 y un 5 % para el 2011.

- Medioambiente: reducir las emisiones totales y minimizar el ruido.

- Efectividad de las misiones militares: mejorar la capacidad de entrenamiento de la aviación militar.

### Implantación delCielo Único Europeo.
- Que EASA asuma competencias en la relación de seguridad operacional tanto en ATM como en aeropuertos para el 2012.

- Implantar FAB's (Bloques Funcionales Aéreos) para el 2012.

- Crear un marco ATM europeo que se fundamente en la medición del rendimiento del sistema y la actuación para la mejora de resultados.

- Introducción de la función de "Gestor de Red" para el 2012.

### Asegurar el éxito del programa SESAR en sus fases de desarrollo y despliegue.
- Ejecución del Plan Maestro ATM.

- Optimización del desarrollo del sistema ATM activando los programas de EUROCONTROL con el Plan Maestro ATM del SESAR.

- Preparación de la fase de despliegue.

- Asegurar los recursos apropiados para las actividades de la Empresa SESAR (JU).

## Miembros
Miembros de Eurocontrol, Unión Europea y Conferencia Europea de Aviación Civil (CEAC):
- Bélgica, (1960)
- Países Bajos, (1960)
- Luxemburgo, (1960)
- Francia, (1960)
- Alemania, (1960)
- Reino Unido, (1960)
- Irlanda, (1965)
- Portugal, (1986)
- Grecia, (1988)
- Malta, (1989)
- Chipre, (1991)
- Hungría, (1992)
- Austria, (1992)
- Dinamarca, (1994)
- Eslovenia, (1995)
- Suecia, (1995)
- República Checa, (1996)
- Rumania, (1996)
- Italia, (1996)
- Bulgaria, (1997)
- Croacia, (1997)
- Eslovaquia, (1997)
- España, (1997)
- Finlandia, (2001)
- Polonia, (2004)
- Lituania, (2006)
- Letonia, (2011)[3]
- Estonia, (2015)
- Islandia, (2025)

Miembros de Eurocontrol y CEAC fuera de la UE:
- Turquía, (1989)
- Suiza, (1992)
- Noruega, (1994)
- Mónaco, (1997)
- Macedonia del Norte, (1998)
- Moldavia, (2000)
- Montenegro, (2007)
- Albania, (2002)
- Bosnia-Herzegovina, (2004)
- Ucrania, (2004)
- Serbia, (2005)
- Armenia, (2006)
- Georgia, (2014)

Miembros de la CEAC, pero no de Eurocontrol:
- Azerbaiyán

## ESARR
Hay seis Eurocontrol Safety Regulatory Requirements (abreviadamente ESARR y traducido por Requisitos Reglamentarios de Seguridad Eurocontrol), que regulan aspectos concretos de la organización global de los servicios de navegación aérea:
- ESARR 1: Vigilancia de la seguridad en ATM (Air Traffic Management o gestión de tránsito aéreo)
- ESARR 2: Presentación de informes y evaluación de las incidencias de seguridad en ATM
- ESARR 3: Uso de sistemas de gestión de la seguridad por proveedores de servicios ATM
- ESARR 4: Evaluación de riesgos y mitigación en ATM
- ESARR 5: Requisitos reglamentarios de seguridad para el personal de los servicios ATM
- ESARR 6: Software en los sistemas de ATM

## España
En España, Eurocontrol tiene, entre otras misiones, la percepción de cantidades que, como contraprestación al uso de la Red de Ayudas a la Navegación Aérea, dentro del espacio aéreo español, han de satisfacer los explotadores de las aeronaves que los sobrevuelen.